# 麥瑞禮

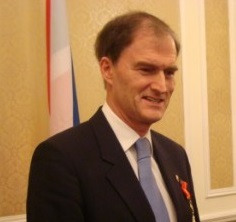
麥瑞禮

麥瑞禮（英語：Michael D. Reilly、1955年—），英國外交官，利物浦大學經濟史博士:XI。歷任英國在台辦事處前身機構「英國貿易文化辦事處」處長（2006年－2009年）、英國外交部東南亞司（South-East Asia Department）司長（2003年－2005年）:p414, 958、文化關係司末代司長（2000年－2002年）:p982、駐菲律賓大使館副館長等職:p787。駐台期間，麥氏促進英台兩地關係，促使英政府於2009年首開西方諸國給予台人免簽證待遇的先河，並因此於2011年經駐英國台北代表處授予中華民國外交部「睦誼外交獎章」:XI-XII, 265。
自外交部退休後，麥瑞禮出任貝宜系統駐中華人民共和國首席代表，2015年離開企業界並投入學術研究工作，兩度獲得中華民國外交部的台灣獎助金（Taiwan Fellowship），並赴台擔任中央研究院訪問學人，亦於英國諾丁漢大學擔任台灣研究計畫（Taiwan Studies Program）研究員:XI-XII。